# Taxe sur la valeur ajoutée au Maroc
Au Maroc, la taxe sur la valeur ajoutée ou TVA est un impôt indirect sur la consommation de biens et services.
En 2021, la TVA constitue 29 % des recettes de l'État Marocain, devant l’impôt sur les sociétés (IS) ou l’impôt sur le revenu (IR).  
Les collectivités territoriales marocaines (communes, provinces, régions) sont en partie financées par la TVA, dont elles reçoivent 30 % de la part de l’État. En 2017, on estime que 48 % des recettes des collectivités viennent de la TVA.  

## Présentation

### Fonctionnement
La TVA est un impôt sur la consommation de biens et services onéreux. C'est un impôt indirect. 
Le concept de TVA a été inventé par la France avant d’être repris par plusieurs dizaines de pays dans le monde.  
Elle a été promulguée par la loi du 20 décembre 1985 publiée au B.O N° 3818 du 1er janvier 1986 en remplacement de la taxe sur les produits et les services (TPS)  en vigueur depuis 1961.  
Le fait générateur de cet impôt est constitué par l’encaissement total ou partiel du prix des marchandises, des travaux ou des services.  Certains produits et services (lait, pain, couscous) sont hors du champ de la TVA.    
Par ailleurs, la législation marocaine prévoit plusieurs exonérations.  

### Taux
La législation prévoit un taux normal de 20 % applicable à la grande majorité des produits.
Certains taux sont réduits ou spécifiques : 
- 7 % avec droit à déduction. Ce taux concerne l’eau minérale, les prestations d’assainissement, les locations de compteurs d’eau et d’électricité, les produits pharmaceutiques, le sucre raffiné ou aggloméré, les conserves de sardines, le lait en poudre, le savon de ménage et les voitures économiques.
- 10 % avec droit à déduction. Ce taux concerne les opérations de l’hôtellerie et de la restauration, les huiles fluides alimentaires, le sel de cuisine, le riz usiné, les pâtes, les chauffe-eaux solaires, les virements bancaires, et quelques matériels destinés à usage agricole.
- 14 % avec droit à déduction : Ce taux concerne le beurre, les opérations de transport des voyageurs et des marchandises à l’exclusion du transport ferroviaire et l’énergie électrique.
- 14 % sans droit à déduction : les prestations de service rendues par tout agent démarcheur ou courtier d’assurances à une entreprise d’assurances.

Les taux précis et liste des exceptions sont disponibles sur le site internet de la Direction Générale des Impôts. 

### Impact sur le budget de l'État
La TVA constitue la première recette du budget de l'État marocain, devant l’impôt sur les sociétés (IS) ou l’impôt sur le revenu (IR) 

### Un impôt injuste?
Certains économistes considèrent que la TVA est un impôt régressif ,,. 
Ainsi, la TVA payée sur plusieurs produits de base (dentifrice, les pâtes, l'électricité) affecte de façon disproportionnée le budget des familles marocaines les plus modestes.  Contrairement au Maroc, plusieurs pays ont supprimé la TVA sur les produits d'hygiène,. 
En 2019, lors des assises fiscales organisées par le Ministère des Finances, une des conclusions est que le Maroc devrait avoir un taux de  TVA de 0 % sur les produits de base et un taux  de TVA un peu plus élevé sur les produits de luxe.